# 泰勒號驅逐艦 (DD-94)
泰勒號驅逐艦（舷號DD-94）是一艘美國海軍建造的驅逐艦，為維克斯級驅逐艦的20號艦。她是美軍第一艘以泰勒為名的軍艦，以紀念在美西戰爭時期的海軍軍官亨利·泰勒（Henry Clay Taylor）。
泰勒號在1917年於馬爾島海軍造船廠開始建造，在1918年下水服役。接著泰勒號調往大西洋執勤。戰後泰勒號於1922年退役封存，在1930年至1938年間重返現役，編入偵察部隊。1938年泰勒號除籍，但仍用作訓練用途。第二次世界大戰期間，泰勒號的艦艏遭切割替換到受損的姊妹艦布萊克利號。戰後泰勒號在1945年出售拆解。